# Katastrofa lotnicza pod Wiaźmą
Katastrofa lotnicza pod Wiaźmą – katastrofa samolotu, zaplanowanego do lotu z Wiaźmy w ZSRR na tereny polskie okupowane przez Niemców 26 września 1941 roku.
Celem lotu było przetransportowanie 12 osób, działaczy tzw. Grupy Inicjatywnej PPR, zorganizowanej w Moskwie pod auspicjami Międzynarodówki Komunistycznej. Zamierzano przewieźć ich z terenu ZSRR na obszar ziem polskich okupowanych przez Niemców i zrzut na spadochronach.
26 września 1941 po starcie z lotniska w Wiaźmie samolot uległ wypadkowi spadając na ziemię. W wyniku doznanych obrażeń na miejscu śmierć poniósł Jan Turlejski, zanim zdołano przewieźć go do punktu sanitarnego (został pochowany w okolicach Wiaźmy). Pozostali członkowie grupy, w tym niektórzy ranni, po wypadku powrócili do Moskwy.